# 東予郵便局
東予郵便局（とうよゆうびんきょく）は愛媛県西条市にある郵便局。民営化前の分類では集配普通郵便局であった。

## 概要
住所：〒799-1399 愛媛県西条市三津屋南11-29

## 沿革
- 1874年（明治7年） - 壬生川（にゅうかわ）郵便取扱所として開設[1]。
- 1875年（明治8年）1月1日 - 壬生川郵便局（五等）となる。
- 1885年（明治18年）6月20日 - 貯金取扱を開始。
- 1891年（明治24年）12月1日 - 為替取扱を開始。
- 1951年（昭和26年）10月1日 - 電気通信業務を、新設の壬生川電報電話局に移管[2]。
- 1956年（昭和31年）10月1日 - 電話通話および和文電報受付事務の取扱を開始[3]。
- 1964年（昭和39年）9月7日 - 電話通話および和文電報受付事務を、壬生川電報電話局に移管。
- 1966年（昭和41年）8月16日 - 特定郵便局から普通郵便局に局種別改定。
- 1972年（昭和47年）10月1日 - 東予郵便局に改称。
- 1978年（昭和53年）11月27日 - 東予市三津屋から同市三津屋南に移転。
- 1982年（昭和57年）5月1日 - 電話通話および和文電報受付事務の取扱を開始。
- 1984年（昭和59年）6月18日 - 三芳郵便局から集配業務を移管。
- 1998年（平成10年）9月1日 - 外国通貨の両替および旅行小切手の売買に関する業務取扱を開始。
- 2007年（平成19年）10月1日 - 民営化に伴い、併設された郵便事業東予支店に一部業務を移管。
- 2012年（平成24年）10月1日 - 日本郵便株式会社発足に伴い、郵便事業東予支店を東予郵便局に統合。
- 2015年（平成27年）2月23日 - 丹原郵便局から「791-05xx」区域の集配業務を移管。

## 取扱内容
- 郵便、印紙、ゆうパック、内容証明
- 貯金、為替、振替、振込、国際送金、国債、投資信託
- 生命保険、バイク自賠責保険、自動車保険
- ゆうちょ銀行ATM
- 「799-13xx」「791-05xx」区域（西条市（旧東予市域、旧丹原町域））の集配業務
- ゆうゆう窓口

## 周辺
- 西条市役所西部支所（旧東予総合支所）
- 西条市立東予図書館
- 東予体育館

## アクセス
- JR予讃線 壬生川駅から徒歩約2分
- せとうちバス、せとうち周桑バス 壬生川駅前停留所下車
- 今治小松自動車道 東予丹原ICから北東へ約2km
- 駐車場あり：16台